# 曼萨尼约 (西班牙)
曼萨尼略是西班牙卡斯蒂利亚-莱昂巴利亚多利德省的一个市镇。总面积19平方公里，总人口51人（2001年），人口密度3人/平方公里。